# العلاقات البيلاروسية الرومانية
العلاقات البيلاروسية الرومانية هي العلاقات الثنائية التي تجمع بين روسيا البيضاء ورومانيا.

## مقارنة بين البلدين
هذه مقارنة عامة ومرجعية للدولتين:
| وجه المقارنة                                              | روسيا البيضاء                    | رومانيا                                                                               |
| --------------------------------------------------------- | -------------------------------- | ------------------------------------------------------------------------------------- |
| المساحة (كم2)                                             | 207.60 ألف                       | 238.40 ألف                                                                            |
| عدد السكان (نسمة)                                         | 9.50 مليون                       | 19.59 مليون                                                                           |
| الكثافة السكانية (ن./كم²)                                 | 45.76                            | 82.17                                                                                 |
| العاصمة                                                   | مينسك                            | بوخارست                                                                               |
| اللغة الرسمية                                             | اللغة البيلاروسية، اللغة الروسية | اللغة الرومانية                                                                       |
| العملة                                                    | روبل بلاروسي                     | ليو روماني                                                                            |
| الناتج المحلي الإجمالي (بليون دولار)                      | 54.44 مليار                      | 211.80 مليار                                                                          |
| الناتج المحلي الإجمالي (تعادل القوة الشرائية) بليون دولار | 168.35 مليار                     | 465.56 مليار                                                                          |
| الناتج المحلي الإجمالي الاسمي للفرد دولار أمريكي          | 5.74 ألف                         | 9.47 ألف                                                                              |
| الناتج المحلي الإجمالي للفرد دولار أمريكي                 | 18.18 ألف                        | 23.63 ألف                                                                             |
| مؤشر التنمية البشرية                                      | 0.798                            | 0.793                                                                                 |
| رمز المكالمات الدولي                                      | +375                             | +40                                                                                   |
| رمز الإنترنت                                              | .by، .бел                        | .ro                                                                                   |
| المنطقة الزمنية                                           | ت ع م+03:00                      | ت ع م+02:00، ت ع م+03:00، أوروبا/بوخارست ‏، توقيت شرق أوروبا، توقيت شرق أوروبا الصيفي ‏ |

## مدن متوأمة
في ما يلي قائمة باتفاقيات التوأمة بين مدن بيلاروسية ورومانية:
- ترتبط برست مع بوتوشاني باتفاقية توأمة منذ 2 أبريل 2012.[21][22][23][21]
- ترتبط مينسك مع براشوف باتفاقية توأمة منذ 1997.[24][24]

## منظمات دولية مشتركة
يشترك البلدان في عضوية مجموعة من المنظمات الدولية، منها:
| علم المنظمة | اسم المنظمة                               | تاريخ انضمام روسيا البيضاء | تاريخ انضمام رومانيا |
| ----------- | ----------------------------------------- | -------------------------- | -------------------- |
|             | الاتحاد البريدي العالمي                   | ?                          | ?                    |
|             | اتفاقية السماوات المفتوحة                 | ?                          | ?                    |
|             | منظمة حظر الأسلحة الكيميائية              | ?                          | ?                    |
|             | الأمم المتحدة                             | 24 أكتوبر 1945             | 14 ديسمبر 1955       |
|             | وكالة ضمان الاستثمار متعدد الأطراف        | 3 ديسمبر 1992              | 10 سبتمبر 1992       |
|             | منظمة الشرطة الجنائية الدولية             | ?                          | ?                    |
|             | مؤسسة التمويل الدولية                     | 2 نوفمبر 1992              | 23 سبتمبر 1990       |
|             | الاتحاد الدولي للاتصالات                  | 7 مايو 1947                | 9 فبراير 1866        |
|             | البنك الدولي للإنشاء والتعمير             | 10 يوليو 1992              | 15 ديسمبر 1972       |
|             | مجموعة الموردين النوويين                  | ?                          | ?                    |
|             | منظمة الأمن والتعاون في أوروبا            | 30 يناير 1992              | 25 يونيو 1973        |
|             | المركز الدولي لتسوية المنازعات الاستشارية | 9 أغسطس 1992               | 12 أكتوبر 1975       |
|             | يونسكو                                    | 12 مايو 1954               | 27 يوليو 1956        |

## وصلات خارجية
- موقع وزارة الخارجية البيلاروسية
- موقع وزارة الخارجية الرومانية